# ロレンツォ・ギルヤード
ロレンツォ・ジェローム・ギルヤード Jr.（英語: Lorenzo Jerome Gilyard Jr., 1950年5月24日 - ）は、the Kansas City Strangler、カンザスシティの絞殺犯として知られるアメリカの連続殺人犯。元ごみ処理会社の管理者のギルヤードは1977年から1993年にかけて、少なくとも13人の女性を強姦し殺害したと考えられている。2007年3月16日、6件の第一級殺人で有罪判決を受けた。

## 生い立ち
ロレンツォ・ジェローム・ギルヤード Jr.は1950年3月24日にミズーリ州カンザスシティでロレンツォ・ギルヤード Sr.と妻ローラの5人の子の1人として生まれる。幼い頃からロレンツォには攻撃行動が見られた。学生時代は、兄弟とともにスポーツチームで活動していた。仲間より体が大きくなるにつれ、小さな子に暴力をふるい、いじめっ子と呼ばれるようになった。
躾が足りず、学力が不足し学校も休みがちだったことで、10年生（日本の高校1年生に該当）を終えたところでギルヤードは退学処分になる。1960年代の半ば、レネ・ヒルと出会い交際を始める。1968年11月20日、ヒルの妊娠を知って、ギルヤードとヒルは結婚した。結婚後、ギルヤードは犯罪に手を染め始め、女性には性的に異常な振る舞いを見せるようになった。

## 犯行
1969年1月、ギルヤードは顔見知りの少女への性的暴行で逮捕されたが、ギルヤードが被害者に謝罪したあと、双方の関係者が和解に合意して釈放されている。1970年、ギルヤードの父が強姦で有罪になっている。2年後にはギルヤード自身も強姦で再び逮捕された。被害者の証言では、ギルヤードは彼女の首を絞めて気絶させている。面通しでギルヤードが容疑者と特定されたが、宣誓供述書に疑問の余地があるとされて告訴は取り下げられた。1973年、ギルヤードは妻への性的暴行で逮捕される。警察に妻が話した内容では、結婚からずっと、彼は肉体的、性的に虐待していたという。最終的に、罰金を払い離婚した。 1974年2月には25歳のストリッパーへのレイプ容疑で逮捕される。被害者は写真の中からギルヤードが犯人だと選んだが、和解合意によって再び告訴が取り下げられた。5ヶ月後、ミズーリ川のそばに住む友人の13歳になる娘への強姦容疑で、また逮捕される。被害者が証言を変えたため、告訴は取り下げられたものの、ギルヤードは未成年との性交の罪で懲役9ヶ月の判決を受けジャクソン郡の刑務所に服役した。出所後にギルヤードは2度目の結婚をするが、すぐに妻は家を出て離婚届を出した。彼女が言うには、レネ・ヒルと同様、殴られ性的に虐待されたという。1970年代の後半に彼は3度めの結婚をしている。
1979年、ギルヤードはカップルを襲い女性を強姦した容疑と彼女の婚約者を殺すと脅した罪で逮捕される。被害者たちがギルヤードを犯人と特定したにもかかわらず、1980年9月に陪審員の評決は証拠不十分を理由に無罪となった。数カ月後、今度は3人目の妻に対する加重暴行で逮捕されるが、行政罰の罰金と妻との離婚で逃げ切る。1981年2月にギルヤードは元妻を2度襲う。1度目は殴って前歯を折り、2度目はアイスピックで手を刺している。これにより逮捕され、第三級暴行罪で起訴されたものの、執行猶予と保護観察に終わる。 1981年11月、窃盗罪で逮捕されたが、3500ドルの保釈金で釈放された。その春、保護観察の違反で4年の懲役を言い渡される。彼が投獄されている時期に、彼の妹で売春婦のパトリシア・D・ディクソンが客を殺害した罪で懲役11年の有罪判決を受けている。彼女には別の売春婦を殺害した容疑もかけられていた。
1983年1月10日、ギルヤードは仮出所できたが、ワイアンドット郡で爆弾を仕掛けたと脅迫した容疑で逮捕されて、すぐに刑務所に戻っている。1985年の遅くに再び釈放されて、1986年1月に彼の父がメンテナンス部門で働いていた、ごみ処理会社のthe Deffenbaugh Disposal Service で働き始める。1987年12月23日、ギルヤードはシェイラ・インゴールド(36歳)殺害の重要参考人として逮捕され、尋問を受け血液サンプルも採取されたが、証拠不十分で釈放されている。 1991年には4回目の結婚をし、カンザスシティエリアのごみ処理チームの管理者に昇進している。1996年7月、隣人が警察に1995年9月から続くギルヤードのセクシャルハラスメントの被害を訴えている。彼には何の処罰もなく、隣人の女性はすぐに引っ越した。この件を除けば、1993年以降にギルヤードの犯罪行為は認知されておらず、彼の友人も知人も彼のことを好意的に話している。

## 犯行の発覚
2001年、カンザスシティ警察は、新しいDNA鑑定を用いた未解決事件の再調査の連邦補助金を受け取り、 ロレンツォ・ギルヤードから採取された血液サンプルを調査した結果、捜査チームは彼と管内で起こった6人の女性の殺人事件を結ぶ確実な証拠を得た。その中には、1987年に一度は容疑者として尋問されたシェイラ・インゴールドの事件も含まれる。これに加えて、状況証拠から、1977年4月から1993年1月に起こった（少なくとも）6人の女性の殺害に関与するとされた。被害者の年齢は15歳から36歳で、ナイロンストッキング、レースの紐、ワイヤーなどを用いて、いずれも絞殺されていた。 遺体はカンザスシティ付近の埋立地、吹き溜まり、廃ビル、車の中、野原、駐車場などいたるところで捨てられて発見されている。 1人を除き、全員が売春婦で、9人は全裸または部分的に裸で、11人が性的暴行を受けていた。それら事件は1994年に科学捜査で被害者のうち2人の関連が発見されるまで、無関係と思われていた。 その発見により、2004年4月16日にギルヤードは逮捕され、12件の第一級殺人で起訴される。

## 被害者
ギルヤードの逮捕後、彼は以下の殺人で起訴されている。
- テイシー・L・スワフォード(17歳)：最後の目撃は1977年4月10日。1週間後、空き地で遺体が発見され、窒息した形跡があった。兆候が見られた。その後の調査でスワフォードは最近カンザスシティに来たばかりで、短期滞在の売春婦とわかった。

- グウェンドリン・キジン(15歳)：1980年1月23日、彼女の父が捜索願を出した翌日に絞殺体で見つかる。発見時、彼女の首と手首はワイヤーできつく縛られていた。のちに彼女は売春をしていたことがわかり、最後の目撃は遺体発見の1週間前に両親が見かけたものだった。
- マーガレット・J・ミラー(17歳)：1982年5月9日に絞殺体で見つかる。これまでの被害者と同様に性労働者だった。
- キャスリーン・M・バリー(34)：1986年3月14日に空きビルで首にストッキングが巻かれた状態で見つかる。精神障害を抱えたバリーは、売春婦ではない唯一の被害者だが、いつもホームレスのシェルターに住む社会的に取り残された人たちと一緒にいた。
- ナオミ・M・ケリー(23歳)：1986年8月16日、公園で絞殺されて見つかる。ケリーはビジネススクールの学生で、2人の子を育てるシングルマザーだったが、経済的理由から売春させられていたことが判明している。犯人は首を絞めたタオルを遺体のそばに残している。
- デボラ・スー・ブレビンズ(32歳)：1986年11月27日、教会横の茂みから、全裸の絞殺体で見つかる。
- アン・バーンズ(36歳)：1987年4月17日、シティーセンター近くで絞殺帯で見つかる。彼女はストリッパーで、地元の施設で働く売春婦でもあった。
- ケリー・A・フォード(20歳)：1987年6月9日、ほぼ全裸の彼女の絞殺体が見つかる。町の公園の近くにある崖の端に捨てられていた。彼女は麻薬中毒で、その地域の売春婦と判明している。
- アンジェラ・メイヒュー(19歳)：1987年9月12日、絞殺帯で見つかる。他の被害者と違い、彼女は服を着て道路脇で見つかった。彼女は売春婦であったが、解剖では性的暴行の痕跡は見つかっていない。
- シェイラ・インゴールド(36歳)：彼女もまた売春婦で、1987年11月3日にカンザスシティの自動車屋のそばで絞殺体で見つかる。インゴールドの遺体は捨てられた車の中で見つかり、その車はギルヤードが購入に興味がある素振りを見せていた。この事件で犯人は、被害者の遺体から2つの指輪を盗んでいる。[9]
- カルメリン・ルネ・ヒッブス(30歳)：1987年12月19日に絞殺体で見つかる。遺体は一部が裸にされてアパートの駐車場で見つかった。
- コニー・リン・ルーサー(29歳)：1993年1月11日、絞殺体で見つかる。レースで作られた絞めなわ（首吊りに使われるようなもの）が首に巻かれていた。

2006年6月23日、DNA鑑定の結果によって、ギルヤードは次の殺人容疑で追加で起訴された。
- ヘルガ・クルーガー(26歳)：1989年2月にカンザスシティでタオルで絞め殺されて見つかる。オーストリアからの移民の彼女は、強請で有罪の過去はあったが、売春婦であったことを示す証拠は見つかっていない。[10]
- また、ギルヤードは1987年に店員のポーラ・デイビス(21歳)の遺体がオハイオで棄てられていた事件も彼の犯行ではないかと見做している。[11]

### 裁判
2007年1月、ギルヤードの弁護人はジャクソン郡検事局と交渉し。死刑の求刑をしない代わりに、陪審員のいない裁判を3月5日から始めることに同意した。ギルヤードは7件の第一級殺人で起訴された。 審理では、検察は犯罪科学捜査の専門家が犯行の最中に性行為を行ったことを示すDNA鑑定の結果に集中した。冒頭陳述で検察官のジム・カナツァルは "すべての被害者はいくつかの共通点を持っている。全員が、1年半の期間に殺され、人気のない場所か立ち入り区域に捨てられ、絞殺され、いきなり襲われており、靴を履いているものはおらず、1人を除いて性交渉の形跡があった" と述べている。裁判では一貫して、ギルヤードは罪を認めず、無実を主張した。
12日後、ギルヤードには6人の殺人(バリー、ケリー、バーンズ、フォード、インゴールド、ヒッブス)で仮釈放のない終身刑の判決が下された。メイヒューの事件では、遺体には精液が残っておらず、人毛だけが採取された。人毛のDNA鑑定では断定には不十分で、この事件では無罪判決が出ている。 当初、ギルヤードはWestern Missouri Correctional Centerに収監されていたが、2019年7月にCrossroads Correctional Centerに移送されている。

### その後
2018年にイギリスのジャーナリスト兼司会者のピアーズ・モーガンの取材に対し、無罪の主張と被害者の誰とも面識がないと答えたため、再び強い批判にさらされた。